# 拿撒勒 (比利時)
拿撒勒（荷蘭語：Nazareth，荷蘭語發音：[ˈnaːzaːrɛt] ⓘ）是比利时弗拉芒大區东佛兰德省根特區的一个市镇，通行荷蘭語，是弗拉芒社群的一部分，面积35.43平方千米，人口11,574人（2018年1月1日）。